# Der Fangschuß
In der Verfilmung Der Fangschuß des 1939 veröffentlichten Romans Le Coup de Grâce von Marguerite Yourcenar stehen im Vordergrund die schroffe Abweisung einer Frau durch einen Mann, der selbst heimlich mit deren Bruder verbunden ist – und die Folgen, die sich daraus ergeben.
Im Englischen und Französischen wird der Fangschuss mit „coup de grâce“ bezeichnet.

## Handlung
Chaotische Zustände im Baltikum nach dem Ende des Ersten Weltkriegs: Statt nach dem verlorenen Krieg sich wie viele bequem irgendwo im liberalen Berlin der Zwanziger zurückzuziehen, quartiert sich der preußische Offizier Erich von Lhomond in dem schwer durchschaubaren russischen Bürgerkrieg mit seinem Freikorps in das zerschossene baltische Schloss seines Freundes Konrad von Reval ein, um es gegen die Rotgardisten zu verteidigen. Konrads Schwester Sophie von Reval verliebt sich in Erich, wird von ihm jedoch zurückgewiesen – er und ihr Bruder haben ein Verhältnis miteinander (im Film nur angedeutet). Sophie will die Abweisung nicht akzeptieren. Doch im weiteren Verlauf gibt sie auf – oder doch nicht? Sie verlässt nämlich das Schloss und schließt sich den Rotgardisten an, also den Feinden von Konrad und Erich. Nachdem Konrad gefallen ist, wird Sophie schließlich von Erichs Truppe gefangen genommen – in einem Krieg, in dem keine Gefangenen mehr gemacht werden. Sie wünscht, von Erich persönlich erschossen zu werden, was dieser auch ausführt.

## Kritiken
„Eine eindrucksvolle Auseinandersetzung mit dem Thema der Gewalt, wobei Schlöndorff die politischen und gesellschaftlichen Konflikte jener Zeit jedoch einseitig auf die soziale Seite reduziert. Sorgfältig in Milieu- und Charakterzeichnung, atmosphärisch dicht.“

„Schlöndorff nähert sich Marguerite Yourcenars Roman Le Coup de Grâce mit dem gleichen Respekt wie einst Musils Törless, verzichtet auf modische Schnörkel und versucht eine auf atmosphärische Valeurs konzentrierte Inszenierung, die mitunter ein wenig an die Schwarzweißfilme seines ersten Lehrmeisters Jean Pierre Melville erinnert, dem Der Fangschuß gewidmet ist. […] Trotz der wenig überzeugenden Schauspielerführung besitzt Der Fangschuß dennoch beachtliche Qualitäten. Was das Drehbuch und die Schauspieler kaum je schaffen, gelingt Schlöndorff und seinem hervorragenden Kameramann Igor Luther in schwermütigen Schwarzweißkompositionen, aus denen jede Hoffnung verbannt scheint. Die abweisende Landschaft mit ihrem kalten Licht und die nobel verkommenen Interieurs […] werden zu den eigentlichen Hauptfiguren von Fangschuß.“

„In der schwarzweißen Winterlandschaft und rauen Männergesellschaft ereignet sich eine vielschichtige, nur angedeutete Entwicklung der Hauptfigur Sophie, die sich zwar an der unerwiderten Liebe zum stets pflichtbewussten Offizier wetzt, aber im Grunde um einiges tiefer geht und auch die Geschichte einer persönlichen wie politischen Emanzipation darstellt. Und das drastische Ende, an dem der titelgebende Fangschuss als Hinrichtung einer bereits heftig verletzten Kreatur erscheint, zeugt von einer geradezu heroischen Konsequenz, die nicht mehr Liebe einfordert, sondern Respekt.“

## Auszeichnungen
- 1977: Deutscher Filmpreis für die Beste Regie an Volker Schlöndorff und in der Kategorie Beste Kamera an Igor Luther